# Resolució 2054 del Consell de Seguretat de les Nacions Unides
La Resolució 2054 del Consell de Seguretat de les Nacions Unides fou adoptada per unanimitat el 29 de juny de 2012. El Consell va permetre estendre el mandat de tres jutges del Tribunal Penal Internacional per a Ruanda fins al 30 de desembre de 2012 per tal de completar el treball o bé quan hi hagi sentència d'Augustin Ngirabatware:
- William Sekule
- Solomy Balungi Bossa
- Mparany Rajohnson

Així mateix, també es va ampliar el mandat del jutge danès Vagn Joensen fins al 31 de desembre de 2014 a manera d'excepció.